# Makrofity
Makrofity (makrofitobentos, gr. makros ‘długi, wielki’ i phytón ‘roślina’) – wodne rośliny kwiatowe, mchy, wątrobowce i duże glony (w Polsce głównie ramienice). Wyjątkowo do makrofitów zalicza się widoczne gołym okiem glony nieco mniejszych rozmiarów, głównie glony nitkowate, jak skrętnica, wstężnica, czy nawet nitkowate sinice.
Należą tu:
zasiedlające ekoton wodno-lądowy:

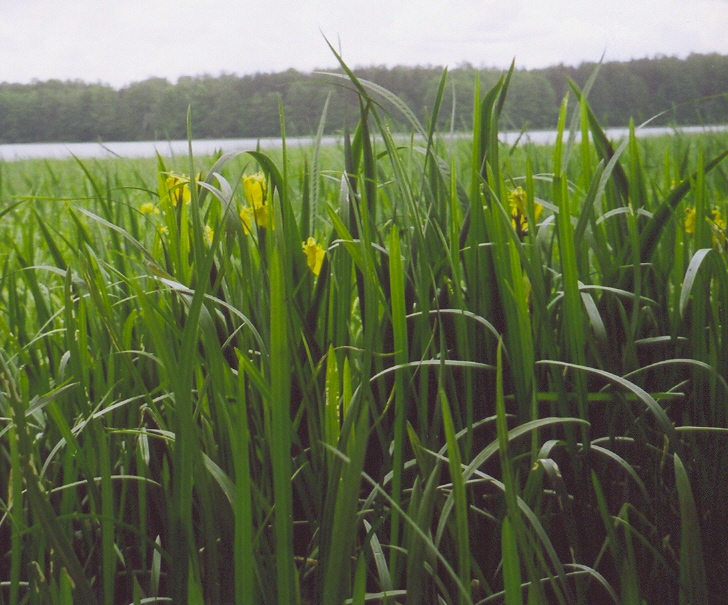
Szuwar kosaćcowy

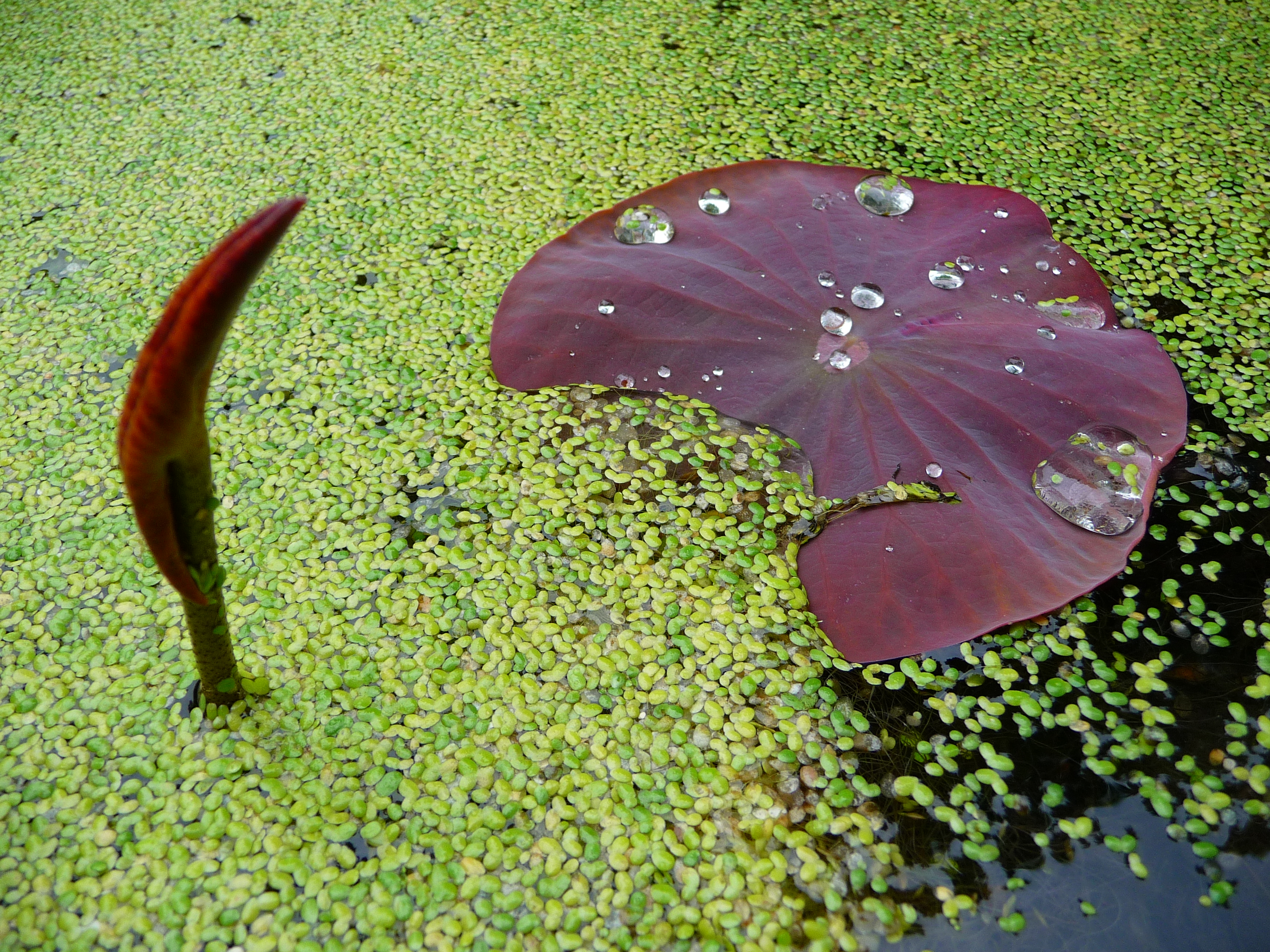
Wśród makrofitów są rośliny stosunkowo duże (lotos), jak i małe (rzęsa drobna)

- amfifity – rośliny ziemnowodne, występujące w strefie wahań poziomu wody, np. ponikło igłowate (Eleocharis acicularis),
- helofity – rośliny wynurzone, tworzące przybrzeżne szuwary, np.: trzcina pospolita (Phragmites australis), pałka szerokolistna (Typha latifolia), oczeret jeziorny (Scirpus lacustris), tatarak (Acorus calamus), manna mielec (Glyceria maxima)

całkowicie wodne:
- pleustofity – rośliny unoszące się na powierzchni wody lub w toni wodnej, niezakotwiczone (także oderwane od dna), budujące pleuston
  - lemnidy (akropleustofity) – rośliny swobodnie pływające po powierzchni wody, np. rzęsa drobna (Lemna minor), wolfia bezkorzeniowa (Wolffia arrhiza), żabiściek pływający (Hydrocharis morsus-ranae), salwinia pływająca (Salvinia natans). Niektórzy dodatkowo wyróżniają wśród nich wolffieidy i hydrocharidy.
  - ceratofilidy – rośliny podwodne unoszące się swobodnie w toni wodnej (mezopleustofity), czasami przytwierdzone do podłoża wyrostkami pędów, zredukowanymi korzeniami lub chwytnikami (bentopleustofity), np. rogatek sztywny (Ceratophyllum demersum), rzęsa trójrowkowa (Lemna trisulca), pływacz (Utricularia sp.), czasem zaliczane bywają do elodeidów.
- ryzofity – rośliny zakorzenione lub zakotwiczone wyrostkami pędów w podłożu, tworzące bentos
  - nymfeidy – rośliny o liściach pływających, np.: grążel żółty (Nuphar lutea), grzybienie białe (Nymphaea alba), rdestnica pływająca (Potamogeton natans). Niektórzy dodatkowo wyróżniają wśród nich stratioidy i trapidy.
  - elodeidy (magnopotamidy) – duże rośliny zanurzone pod powierzchnią wody (kwiaty mogą wystawać nad wodę), np. moczarka kanadyjska (Elodea canadensis), ramienicowce (Charales), rdestnica kędzierzawa (Potamogeton crispus), rdestnica przeszyta (P. perfoliatus), rdestnica połyskująca (P. lucens), wywłócznik (Myriophyllum), według niektórych także rogatek (Ceratophyllum).
  - parwopotamidy – drobne rośliny zanurzone pod powierzchnią wody, np. rdestnica stępiona (Potamogeton obtusifolius), włosienicznik pędzelkowaty (Batrachium penicillatum). Niektórzy dodatkowo wyróżniają wśród nich batrachidy i peplidy.
  - izoetydy (isoetidy) – zimozielone podwodne rośliny rozetkowe, np. poryblin jeziorny (Isoëtes lacutris), stroiczka jeziorna (Lobelia dortmanna), elisma wodna (Luronium natans).

Powyższy podział często jest uproszczony do postaci: rośliny o liściach wynurzonych (helofity), rośliny o liściach pływających (nymfeidy) i rośliny zanurzone (elodeidy).
Makrofity bywają też dzielone na „twarde” (wynurzone, z reguły o sztywnych łodygach) i „miękkie” (zanurzone).

## Znaczenie wskaźnikowe
Na podstawie oceny populacji wybranych makrofitów lub ich składu syntaksonomicznego w ekosystemach wodnych dokonuje się oceny czystości wód. Stan biocenoz makrofitów jest jednym z elementów biologicznych podlegających ocenie w krajach Unii Europejskiej w myśl Ramowej Dyrektywy Wodnej. W Polsce w tym celu stosowane są Makrofitowy Indeks Rzeczny i Makrofitowy Indeks Stanu Ekologicznego.